# Chalinula confusa
Chalinula confusa är en svampdjursart som först beskrevs av Arthur Dendy 1922.  Chalinula confusa ingår i släktet Chalinula och familjen Chalinidae.
Artens utbredningsområde är Seychellerna. Inga underarter finns listade i Catalogue of Life.